# Carolina de Erbach-Schönberg
Carolina Ernestina de Erbach-Schönberg (em alemão Caroline Ernestine zu Erbach-Schönberg) (Gedern, 20 de agosto de 1727 - Ebersdorf, 22 de abril de 1796), foi condessa de Erbach-Schönberg e, pelo casamento, condessa de Reuss-Ebersdorf.

## Biografia
Carolina era filha do conde Jorge Augusto de Erbach-Schönberg e de Fernanda de Stolbert-Gedern.
Casou-se em 28 de junho de 1753, em Thurnau, com o conde Henrique XXIV de Reuss-Ebersdorf, filho de Henrique XXIX e de Sofia Teodora de Castell-Remlingen. O casal teve sete filhos:
- Henrique XLVI (1755 - 1757).

- Augusta (1757 - 1831), casada com o duque Francisco Frederico de Saxe-Coburgo-Saalfeld.

- Luísa (1759 - 1840), casada com o príncipe Henrique XLIII de Reuss-Köstritz

- Henrique LI (1761 - 1822), soberano do Principado de Reuss-Ebersdorf (instituído em 1806.

- Ernestina Fernanda (1762 - 1763).

- Henrique LIII (1765 - 1770).

- Henriqueta (1767 - 1801), casada com o príncipe Emílio Carlos de Leiningen-Dagsburg-Hartenburg.

## Morte
Carolina morreu em 20 de agosto de 1727, aos sessenta e oito anos de idade, em Ebersdorf.

## Nota
- Este artigo foi inicialmente traduzido, total ou parcialmente, do artigo da Wikipédia em castelhano cujo título é «Carolina Ernestina de Erbach-Schönberg», especificamente desta versão.